# Mandl Ernő
Mandl Ernő (Arló, 1924. november 14. – Üröm, 2014. február 27.) magyar vitorlázó repülő, repülő, berepülőpilóta, sportoló.

## Életpálya
1939-ben szerezte meg a repülési engedélyt. Középiskolai tanulmányainak idején  Budapesten, a Hármashatárhegyen folytatta vitorlázórepülői szolgálatát. Visszakerülve Miskolcra oktatási feladatot kapott. 1948-tól az OMRE függetlenített oktatója. Repülőtér parancsnok: Békéscsabán, Hajdúszoboszlón, a Hármashatárhegyen és Farkashegyen. Nevelési módszereit az oktatók eredményesen alkalmazták. 1948-ban motoros repülői jogosítványt kapott. A MALÉV pilótaképzésének egyik vezetője volt. A MÉM RSZ (Mezőgazdasági és Élelmezési Minisztérium Repülőgépes Szolgálat) repülési igazgatója. Rubik Ernő EVI-1 kísérleti vitorlázógépének első berepülését 1969. szeptember 18-án végezte Esztergomban. Oktatói tevékenysége közben mindig élvonalbeli versenyző maradt.

## Sportvezetőként
1962. évi II. Műrepülő Világbajnokságon a magyar műrepülő válogatott edzője volt. Sportolói egyéni és csapat világbajnoki címeket nyertek.

## Sporteredmények
- Rekordjai:
  - a kétkormányos 100 kilométeres céltávrepülés,
  - az első hazai 500 kilométeres háromszögrepülés,

### Magyar bajnokság
Háromszoros vitorlázó nemzeti bajnok.

## Szakmai sikerek
- Megkapta a népi repülésért kitüntetés ezüst fokozatát.
- Nemzetközi Repülőszövetség (franciául): Fédération Aéronautique Internationale) (FAI) 26. magyarként, az 1969-ben megtartott kongresszusán Paul Tissandier diplomát adományozott részére.